# Concepto jurídico indeterminado
Un concepto jurídico indeterminado es un elemento que se contiene en una norma jurídica y que sólo puede reconocerse o explicarse de manera abstracta o genérica. Algunos ejemplos son la razonabilidad (uso «razonable» de un derecho) o «la moral» o la «diligencia de un buen padre de familia».
La indeterminación procede en unos casos, de que la norma se refiere a una realidad cuyos límites no pueden ser bien precisados en su enunciado ya que no admite una cuantificación o determinación rigurosa. En otras ocasiones el legislador toma, como técnica legislativa, la decisión voluntaria de no acotarlos de manera precisa para permitir soluciones acomodadas a las circunstancias y establecer estándares de conducta abiertas para los destinatarios de las normas jurídicas.
García de Enterría define los conceptos jurídicos indeterminados por contraposición a los conceptos jurídicos determinados que se refieren a una realidad delimitada de manera precisa e inequívoca, como podría ser el caso del plazo de un mes  que la norma establece para interponer un recurso de alzada.
Son ejemplos de conceptos jurídicos indeterminados utilizados en otras ramas del Derecho distintas del Administrativo, la buena fe, fuerza irresistible, interés social, justiprecio, legítima defensa o premeditación. En el caso del derecho administrativo, la Administración es la que aplica esos conceptos.

## Conceptos jurídicos indeterminados y potestades discrecionales
La aplicación de los conceptos jurídicos indeterminados deben diferenciarse de las llamadas potestades discrecionales. Mientras que estas últimas suponen una libertad de elección entre alternativas igualmente justas, la aplicación de conceptos jurídicos indeterminados en cada caso concreto impone una única solución correcta (existe o no existe utilidad pública, se trata o no se trata de un justo precio). Las consecuencias de esta diferenciación son claras, pues si la aplicación de conceptos jurídicos indeterminados se trata de una actividad de una aplicación e interpretación de la ley, el juez podrá realizar un control, por tratarse de un control jurídico, de los mismos, incluso dentro de ese margen de apreciación. Por el contrario, en la valoración realizada por la Administración en el ejercicio de una potestad discrecional habrán mediado criterios extrajurídicos (políticos, técnicos o de oportunidad) y el juez no podrá fiscalizar esa actividad más allá de los límites impuestos por el propio ordenamiento en su conjunto.